# Maseru Brothers FC
Der Maseru Brothers FC ist ein Fußballverein aus Maseru, Lesotho. Er trägt seine Heimspiele im Ratjomose Stadium aus.
Der Verein wurde unter dem Namen Maseru United FC gegründet. Er gewann 1970, 1976 und 1981 die Lesotho Premier League. 1978 errang er den nationalen Pokal. Aktuell spielt der Verein in der Lesotho Second Division. Durch die Erfolge konnte er sich mehrmals für die afrikanischen Wettbewerbe qualifizieren, scheiterte aber fast immer in der ersten Spielrunde.
- Meister Lesotho Premier League: 1970 und 1976 (als United), 1981 (als Brothers)
- Lesotho Cup: 1978 (als United)

## Erfolge
- Lesothischer Fußballpokal: 1978

## Statistik in den CAF-Wettbewerben
| Wettbewerb                          | Runde    | Gegner             | Hinspiel | Rückspiel |  |
| ----------------------------------- | -------- | ------------------ | -------- | --------- |  |
|                                     |          |                    |          |           |  |
| African Cup of Champions Clubs 1971 | 1. Runde | MMM Toamasina      | 1:2 (H)  | 2:3 (A)   |  |
| African Cup of Champions Clubs 1977 | 1. Runde | Mufulira Wanderers | 1:1 (A)  | 2:2 (H)   |  |
| African Cup Winners’ Cup 1979       | 1. Runde | Notwane FC         | 2:1 (H)  | 4:5 (A)   |  |
|                                     | 2. Runde | AS Sotema          | 0:1 (H)  | 1:4 (A)   |  |
| African Cup of Champions Clubs 1982 | Vorrunde | Mhlume Peacemakers | 0:1 (A)  | 2:2 (H)   |  |